# Кейсі Абрамс
Кейсі Абрамс (народився 12 лютого 1991 року) — американський музикант з Айділвайлда (Каліфорнія), який посів шосте місце в десятому сезоні American Idol через п'ять тижнів після того, як судді його врятували від вибуття. Дебютний альбом виконавця під назвою «Casey Abrams» вийшов у 2012 році на Concord Records. Альбом «Казки з пряникового будиночка» вийшов 29 січня 2016 року.

## Дискографія

### Студійні альбоми
- Casey Abrams (26 червня 2012)
- Put a Spell on You (16 березня 2018)
- Jazz (31 березня 2019)

## Зовнішні посилання
- Офіційний веб-сайт
- Кейсі Абрамс на American Idol
- Дискографія Casey Abrams (пол.)
- Кейсі Абрамс Кейсі Абрамс (англ.)